# SIG Sauer, Inc.
SIG Sauer, Inc. (bis 2007 SIGARMS, Inc.) ist ein US-amerikanischer Waffenhersteller mit Sitz in Newington. Das Unternehmen produziert hauptsächlich Handfeuerwaffen für den zivilen Markt und für Behörden. Es ist Teil der deutschen L & O Holding, welcher auch das namensgebende ehemalige Schwesterunternehmen SIG Sauer GmbH & Co. KG angehörte. 

## Geschichte
1985 wurde SIGARMS, Inc. in Tysons Corner gegründet und importierte zunächst die Pistolenmodelle P220 und P230 von SIG Sauer. Bereits 1987 zog das Unternehmen in einen größeren Sitz nach Herndon, ebenfalls in Virginia, um und erweiterte das Produktangebot. 1990 erfolgte schließlich der Umzug nach Exeter in New Hampshire. Dort wurde 1992 die Produktion des ersten eigenen Modells (der Pistole P229 im Kaliber .40) begonnen. Außerdem wurden Jagdgewehre von J. P. Sauer und Sportwaffen von Hämmerli in das Importprogramm aufgenommen. Mit einem Trainings- und Ausbildungszentrum in Epping wurde die erste Zweigstelle gegründet.
2007 erfolgte die Umfirmierung zum jetzigen Unternehmensnamen. Im Januar 2014 wurde unweit der bestehenden Standorte der neue Hauptsitz in Newington gegründet. Teile der Produktion verbleiben in Exeter. Ab 2011 beteiligte man sich an der Ausschreibung für eine neue Ordonnanzpistole der US Army und US Air Force (XM17 MHS competition), welche schließlich am 18. Januar 2017 gewonnen wurde. SIG Sauer setzte sich somit mit der P320-Abwandlung "P320 MHS" gegen die Mitbewerber (u. a. Beretta, FN Herstal, Glock, Smith & Wesson) durch und liefert seit November 2017 bis voraussichtlich 2027 die Modelle M17 (280.000 Stück) und M18 (7000 Stück) an die amerikanischen Streitkräfte und ersetzt damit das bisherige Modell M9 von Beretta.
Ende 2020 stellte das Schwesterunternehmen SIG Sauer GmbH & Co. KG den Betrieb vollständig ein. Damit verbleiben die amerikanische SIG Sauer Inc. und die schweizerische SIG Sauer AG aus Schaffhausen als alleinige Hersteller von Waffen der Marke SIG Sauer, wobei sich der Schweizer Hersteller in erster Linie auf Sturmgewehre des Typs SIG 550 spezialisiert.
Nach der gewonnenen MHS-Pistolen-Ausschreibung beteiligte sich SIG Sauer am Next Generation Squad Weapon Program. Mit dieser Ausschreibung sollten die Infanterie-Langwaffen M4, M249 und M240 bei der US Army ersetzt werden. Getestet wurden dabei die Waffen XM5 (auf Basis des MCX Spear) als Ersatz für das M4 und das neuentwickelte Maschinengewehr XM250 als Ersatz für M240 und M249. SIG Sauer konnte sich auch hier gegen die Mitbewerber (General Dynamics und Textron Systems) durchsetzen und gewann die Ausschreibung mit Bekanntgabe vom 19. April 2022. Die Waffen werden das neue Kaliber 6,8 × 51 mm verwenden, welches ebenfalls von SIG Sauer entwickelt wurde.

## Konzernstruktur
Das Unternehmen ist Teil der deutschen L & O Holding, zu welcher zahlreiche weitere Waffenhersteller gehören. Von mehreren dieser Schwesterunternehmen importiert SIG Sauer Waffen in die Vereinigten Staaten. Dazu gehören unter anderem die deutschen Jagdwaffenhersteller Blaser und Sauer sowie der Sportwaffenhersteller Hämmerli.
Im Dezember 2021 berichtete SIG Sauer, es habe mit der Second Amendment Foundation, einer Waffenlobbygruppe einen Vertrag geschlossen.

## Produkte
SIG Sauer, Inc. produziert und entwickelt hauptsächlich Handfeuerwaffen. Zusätzlich bietet das Unternehmen Waffenzubehör an. Nachfolgend ein Überblick zu den Handfeuerwaffenmodellen:

### SIG-Pistolen
- P210
- P220
- P226
- P229
- P238
- P320
- P322
- M17
- M18
- P365
- P938
- 1911
- SP 2022

- Siehe auch: Kategorie:SIG-Selbstladepistole

### SIG-Langwaffen
- Cross
- SIG MCX
- SIG MPX
- SIG 716
- SIG M400

- Siehe auch: Kategorie:SIG-Waffe

### Sonstige Produkte
- Zielfernrohr Tango6
- SIG Sauer P250 (nicht mehr in Produktion)
- Siehe auch: Liste der Handfeuerwaffen/S#SIG